# Colin Hanks
Colin Lewes Hanks (nacido Colin Lewes Dillingham; Sacramento, California, 24 de noviembre de 1977), más conocido como Colin Hanks, es un actor estadounidense.

## Biografía
Es el hijo mayor del actor Tom Hanks y de su primera pareja, la actriz Samantha Lewes (de soltera Dillingham), que murió de cáncer en 2002. Colin tomó el apellido Hanks después de la boda de sus padres, en 1978. Tiene una hermana llamada Elizabeth (nacida en 1982) y dos hermanos, Chester (nacido en 1990) y Truman (nacido en 1995), ambos del segundo matrimonio de su padre con la actriz Rita Wilson.
Hanks estudió en la Sacramento Country Day School,  y más tarde asistió a la Chapman University, en Orange County, donde su padre filmó That Thing You Do! (1996), usando a sus amigos como extras. Más tarde se cambiaría a la Universidad Loyola Marymount.

## Carrera

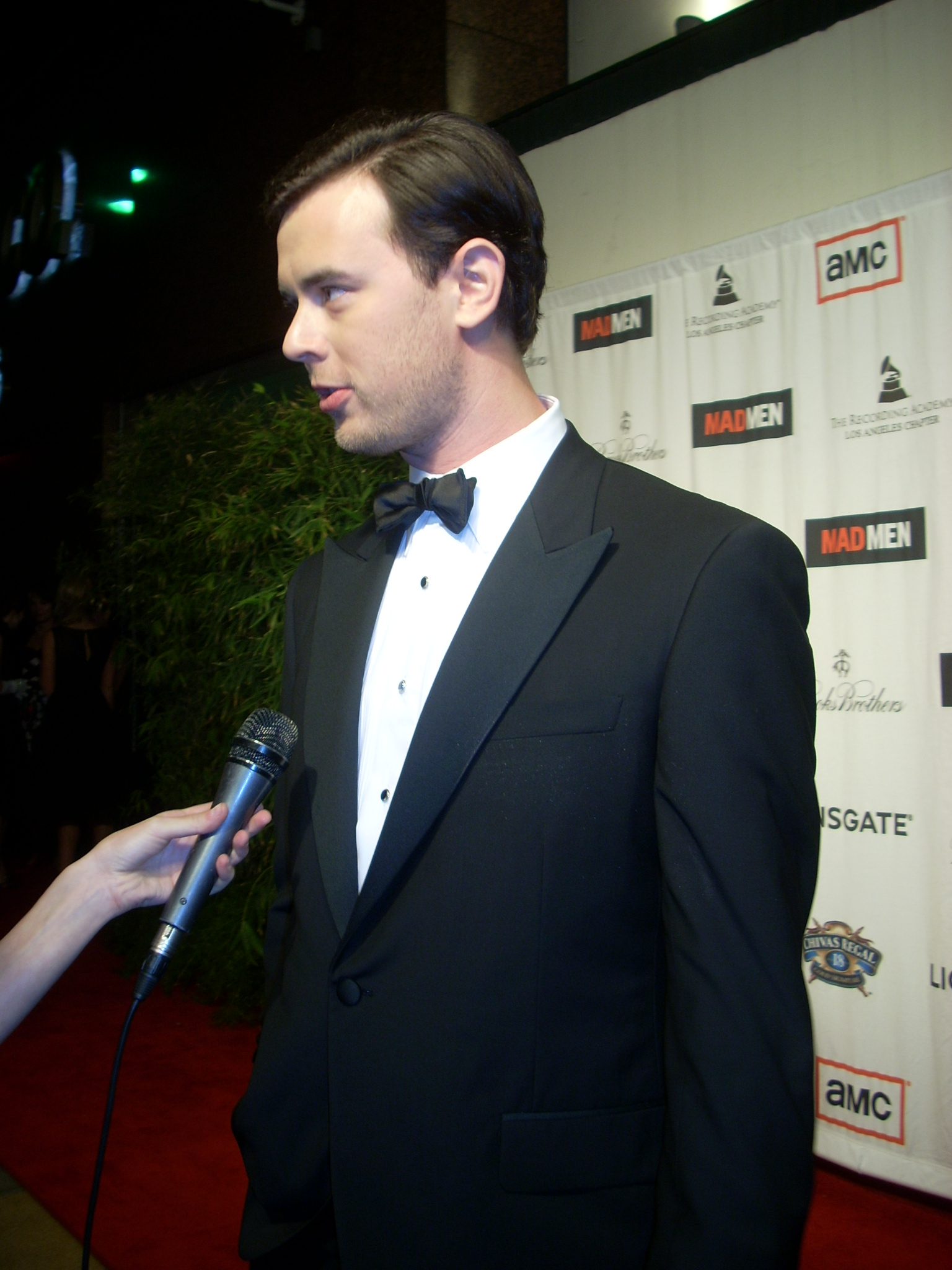
Colin Hanks en octubre de 2008

Fue precisamente en una película sobre el ficticio conjunto The Wonders donde Colin debutó en cine, representando un pequeño papel junto a sus protagonistas, Tom Everett Scott y Liv Tyler.
No sería sino hasta 2000 cuando Colin volvería al cine, en la comedia romántica Cueste lo que cueste, una moderna adaptación del clásico Cyrano de Bergerac. Al año siguiente, obtuvo un papel en la comedia protagonizada por Kirsten Dunst, Así es el amor. Ese mismo año, comenzó a hacerse más conocido, gracias a su participación en la miniserie de diez capítulos de HBO Band of Brothers de 2001.
Simultáneamente, entre 1999 y 2001 interpretó el papel de Alex Whitman en Roswell, la serie de televisión de ciencia ficción creada por Jason Katims, protagonizada por unos alienígenas adolescentes que están ocultos como humanos, en Roswell, Nuevo México.
En 2002 fue muy aclamado por su papel en la obra This Is Our Youth, de Ken Lonergan, representada en el Garrick Theater en el West End de Londres. Ese mismo año, protagonizó junto a Jack Black la comedia Orange County (Colgado, pringado y sin carrera en España), sobre un adolescente que sueña con ser escritor y que quiere entrar en la Universidad de Stanford.
Su versatilidad interpretativa lo llevó en 2003 a participar en el thriller 11:14 - Destino fatal sobre una serie de incidentes que se suceden a partir de un accidente automovilístico. El filme estuvo protagonizado, entre otros, por Hilary Swank y Patrick Swayze.
En 2004, fue Quentin en Standing Still. Ese mismo año, trabajó por primera vez como coproductor en la película Rx, donde también interpretó el papel de Jhonny. Otra de sus apariciones durante 2004 fue en la popular serie The O.C..
Su siguiente proyecto fue en Nueva Zelanda. En la versión de Peter Jackson de King Kong (2005), Colin trabajó en él nuevamente con Jack Black. Su papel fue el del asistente Preston.
Le siguió el drama romántico de 2006 Alone with Her, donde fue protagonista, y una nueva comedia con Jack Black, también protagonizada por Kyle Gass, Tenacious D: Dando la nota, en ese mismo año.
Posteriormente, Colin actuó en Careless (2007), una comedia romántica; The Great Buck Howard (2008), donde se narra la historia de un mago cuya carrera está en decadencia. A él se le une, para ayudarle, un joven asistente, cuyo padre no ve con buenos ojos que su hijo tome ese camino. Padre e hijo en la ficción están interpretados por un padre y su hijo en la vida real: Tom Hanks y Colin Hanks. 
También de 2008 es Rastro oculto, un thriller con la actriz Diane Lane, y la comedia protagonizada por Antonio Banderas y Meg Ryan, Mi novio es un ladrón (2008), donde Colin Hanks interpreta a Henry, el hijo de Meg Ryan.
Entre sus últimos trabajos están la comedia The House Bunny, coprotagonizada por Anna Faris, acerca de una conejita de Playboy a la que echan de la mansión por tener 27 años y ser considerada muy vieja; el filme biográfico sobre George W. Bush de Oliver Stone, W.; y las comedias High School (2010) y Barry Munday (2010). En 2010, Hanks interpretó al policía Jack, en la serie policial de comedia The Good Guys.
A partir de 2013 hasta 2015 es dedicado al cartón Patrulla de Cachorros en la que expresó Luke.
En 2014, formó parte del elenco estable de la primera temporada de la aclamada serie Fargo interpretando al oficial de policía Gus Grimly.

## Vida personal
Actualmente, está casado con la publicista de Nueva York Samantha Bryant. Tiene dos hijas: Olivia Jane Hanks, nacida el 1 de febrero de 2011 y Charlotte Bryant Hanks, nacida el 2 de julio de 2013.

## Filmografía

### Películas
| Año  | Título                          | Papel                |
| ---- | ------------------------------- | -------------------- |
| 1996 | That Thing You Do!              | Male page            |
| 2000 | Cueste lo que cueste            | Cosmo                |
| 2001 | Así es el amor                  | Felix Woods          |
| 2002 | Orange County                   | Shaun Brumder        |
| 2003 | 11:14 - Destino fatal           | Mark                 |
| 2004 | Boda a la vista                 | Quentin              |
| 2005 | King Kong                       | Preston              |
| 2005 | Rx                              | Jonny                |
| 2006 | Alone with Her                  | Doug                 |
| 2006 | Tenacious D: la púa del destino |                      |
| 2007 | Careless                        | Wiley Roth           |
| 2008 | Rastro oculto                   | Griffin Dowd         |
| 2008 | Mi novio es un ladrón           | Henry Durand         |
| 2008 | The Great Buck Howard           | Troy Gable           |
| 2008 | The House Bunny                 | Oliver               |
| 2008 | W.                              | Speechwriter         |
| 2009 | Barry Munday                    | Heavy Metal Greg     |
| 2010 | High School                     | Brandon Ellis        |
| 2011 | Lucky                           | Ben Keller           |
| 2013 | Parkland                        | Dr. Perry            |
| 2017 | Jumanji: Welcome to the Jungle  | Alex Veerke (adulto) |
| 2019 | Jumanji: The Next Level         | Alex Veerke (adulto) |

### Series
| Año       | Título                    | Papel                            |
| --------- | ------------------------- | -------------------------------- |
| 1999-2001 | Roswell                   | Alexander Charles "Alex" Whitman |
| 2001      | Band of Brothers (Cap. 8) | Lt. Henry Jones                  |
| 2004      | The O. C.                 | Grady                            |
| 2005-2008 | Numb3rs                   | Marshall Penfield                |
| 2008      | Mad Men                   | Padre John Gill                  |
| 2010      | The Good Guys             | Jack Bailey                      |
| 2011      | Dexter                    | Travis Marshall                  |
| 2011      | Robot Chicken             | Sam Witwicky, Vanity Smurf (Voz) |
| 2013      | NCIS                      | Richard Parsons                  |
| 2013-2015 | Patrulla de Cachorros     | Luke                             |
| 2014      | Fargo                     | Gus Grimly                       |
| 2015      | Life in pieces            | Greg Short                       |
| 2016-2021 | Talking Tom and Friends   | Talking Tom                      |
| 2022      | The Offer                 | Barry Lapidus                    |